# Родоманово (Смоленская область)
Родома́ново— деревня в Смоленской области России, в Гагаринском районе. Расположено в северо-восточной части области в 13 км к северо-западу от Гагарина, в 10 км к северу от автомагистрали М1 «Беларусь».
Население — 809 жителей (2007). Административный центр Родомановского сельского поселения.

## История
До революции владельческое село, принадлежавшее землевладельцам Шапошниковым.

## Экономика
Средняя школа, сельхозпредприятие «Родоманово».

## Достопримечательности
- Братская могила и мемориал погибшим в Великую Отечественную войну односельчанам.

## Фотогалерея

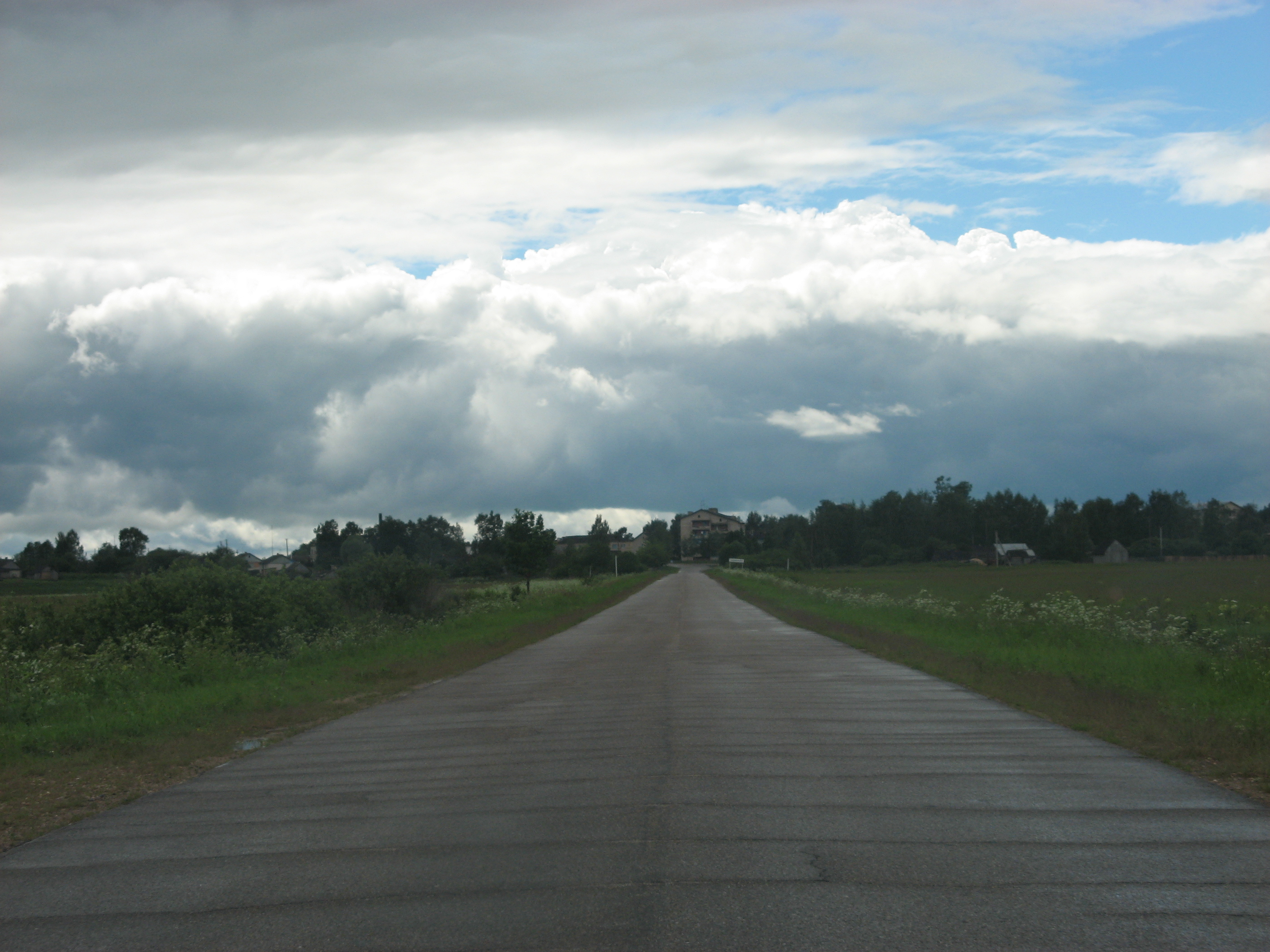
Вид на деревню с автодороги
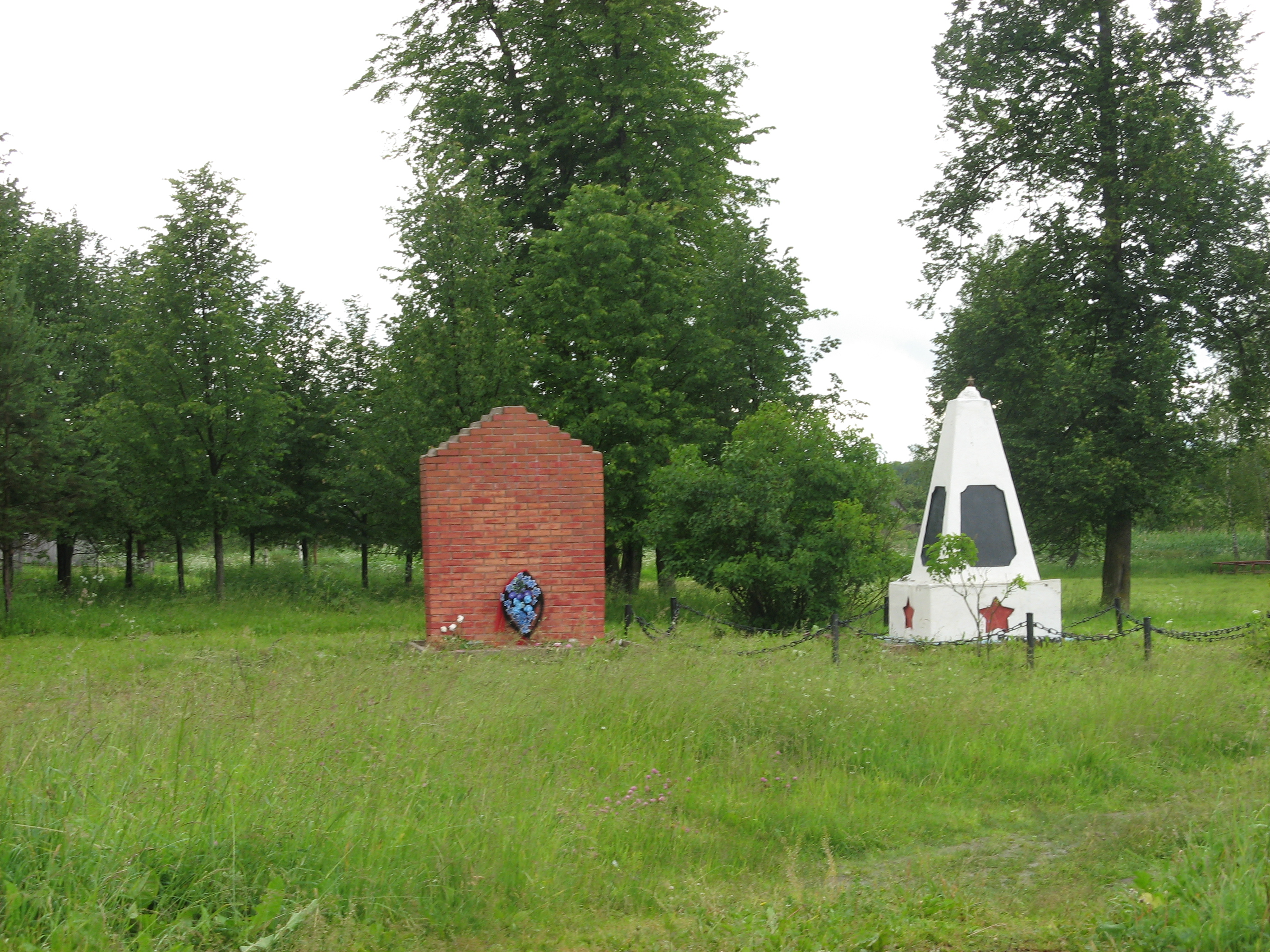
Братская могила